# Honoré d’Urfé
Honoré d'Urfé [ejtsd: ürfé] (Marseille, 1568. február 11. – Villefranche-sur-Mer, 1625. június 1.) francia regényíró.

## Élete és munkássága
Franciaország egyik ősi családjából származott, már 12. századi iratokban említést tesznek a család ősi váráról. Tanulmányait Torinóban végezte. Csatlakozott a Katolikus Ligához, 1595-ben fogságba esett, ekkor kezdte írni filozófiai jellegű Epistres morales című munkáját (Lyon, 1598). Később a savoyai herceg udvarába került. Házasságot kötött bátyja korábbi gazdag feleségével, de útjaik hamarosan elváltak.
Különösen L’Astrée című regényéről híres, melyet a hercegi udvarnál írt, és halála után Baro nevű titkára fejezett be. Ez az allegorikus pásztorregény, melyet szerzője valószínűleg Tasso Amintája után írt, bizonyos ideális világban játszódik. A regénynek világszerte nagy hatása volt és nagyon sok nyelvre lefordították. Az Astrée kiadásai közül említendők az 1637-es (5 kötet) és az 1647-es (5 kötet). Rövidített kiadása jelent meg 1713-ban Nouvelle Astrée cím alatt. 
Urfé további művei csak irodalomtörténeti érdekűek., köztük néhány hőskölteményt:
- La sireine (1611)
- Sylvanire (1625)
- La Savoysiade (nem jelent meg).